# Christina Block
Christina Block (* 4. Mai 1973 in Hamburg) ist eine deutsche Gastronomin und Unternehmerin. Die Tochter des Block-House-Gründers Eugen Block wurde durch einen öffentlich ausgetragenen Sorgerechtsstreit bekannt.

## Leben und Karriere
Christina Block ist die Tochter von Eugen Block und dessen Frau Christa geb. Hauschild (1941–2023). Nach dem Abitur 1992 an der Sophie-Barat-Schule in Hamburg  absolvierte Block eine Ausbildung zur Hotelfachfrau am Bayerischen Hof in München. Sie setzte ihre Gastronomieausbildung von 1995 bis 1999 mit Stationen in Paris, Atlanta und Peking fort. Von 1999 bis 2000 studierte Block Business Administration an der Edinburgh Business School. 
Am Alten Fischmarkt in Hamburg eröffnete sie 2001 „Prima Pane“, ein Geschäft für Ciabatte, Baguettes und Wraps. 2003 kam eine zweite Filiale hinzu. 2012 gab sie „Prima Pane“ zugunsten ihres Engagements im Familienunternehmen auf. Seit 2011 ist sie gemeinsam mit ihren zwei Brüdern Gesellschafterin der Eugen Block Holding, die sich auf die Bereiche Systemgastronomie, Hotellerie und Lebensmittelproduktion spezialisiert hat. 2019 holte der CDU-Spitzenkandidat Marcus Weinberg sie als Wirtschaftsexpertin in sein Kompetenzteam für den Wahlkampf der Bürgerschaftswahl in Hamburg 2020. Seit 2016 ist sie Mitglied des Beirats International Hotel Association (IHA) und seit 2020 stellvertretende Vorsitzende des Tourismusverbandes Hamburg e. V.
Seit 2021 ist Christina Block in einer Beziehung mit dem Fernsehmoderator Gerhard Delling.

### Sorgerechtsstreit und Kindesentführung
Von 2005 bis 2018 war sie mit dem gelernten Bankkaufmann und späteren Unternehmensberater Stephan Hensel verheiratet. Das Paar lebt seit 2014 getrennt und hat vier Kinder. Zu den beiden jüngsten Kindern gibt es Auseinandersetzungen wegen des Sorgerechts. Hensel wohnte seit der Trennung im dänischen Gråsten. Nach einem Besuch im August 2021 brachte der Vater die Kinder entgegen einem Umgangsbeschluss nicht zur Mutter nach Deutschland zurück. Nach einer Auseinandersetzung vor Gericht in Hamburg wurde ihm das Wohnortbestimmungsrecht zugesprochen, wogegen Block Widerspruch beim Oberlandesgericht einlegte und im Oktober 2021 das alleinige Aufenthaltsbestimmungsrecht zugesprochen bekam. Zeitgleich wurde die Herausgabe der Kinder beschlossen, die der Vater verweigerte. Ebenso verweigerte er die vom Gericht beschlossene psychologische Begutachtung der Kinder durch eine deutsche Sachverständige. Ende 2021 erklärten dänische Gerichte die Vollstreckung der deutschen Entscheidung für unzulässig. Der Vater müsse die Kinder ungeachtet der internationalen Regelungen des HKÜ nicht zurückgeben, da ein Härtefall vorliege. Dänemark erkennt als einziges EU-Land Entscheidungen der Gerichte anderer Mitgliedstaaten in Sorgerechtsstreitigkeiten nicht automatisch an.
In der Silvesternacht 2023 wurde Stephan Hensel in Dänemark, wo sich die 10 und 13 Jahre alten Kinder in seiner Obhut befanden, offenbar von mehreren Tätern angegriffen. Die sechs Männer fuhren mit dem Jungen und dem Mädchen nach Süddeutschland, um sie an Christina Block zu übergeben. Blocks Anwalt bestreitet eine Tatbeteiligung seiner Mandantin, diese habe „zu keinem Zeitpunkt dritten Personen einen Auftrag erteilt, ihre Kinder mit Gewalt aus Dänemark nach Hamburg zu verbringen“. Gegen sie wurde am 4. Januar 2024 ein europäischer Haftbefehl verhängt, den die Hamburger Justiz schließlich aufhob. Am 5. Januar entschied das Oberlandesgericht in einem Eilantrag zugunsten des Vaters und verpflichtete Block, die Kinder an ihn zu übergeben. Noch am selben Tag brachten Anwälte diese nach Dänemark zurück.
Im August 2024 legte Block Verfassungsbeschwerde wegen Verletzung rechtlichen Gehörs im Sorgerechtsverfahren ein. Das Bundesverfassungsgericht weigerte sich mit Beschluss vom 9. April 2025, über die Beschwerde zu entscheiden. Im Mai 2025 sprach ein dänisches Gericht Hensel das Sorgerecht für beide Kinder zu.
Die Generalstaatsanwaltschaft Hamburg erhob im April 2025 Anklage beim Landgericht Hamburg gegen Block und Delling und fünf weitere Personen wegen schwerer Entziehung Minderjähriger, gefährlicher Körperverletzung, Freiheitsberaubung sowie schwerer Misshandlung von Schutzbefohlenen. Am 11. Juli 2025 wurde die auf 37 Tage anberaumte Hauptverhandlung eröffnet. Blocks Anwälte behaupten, Christina Blocks inzwischen verstorbene Mutter Christa habe die Entziehung der Kinder in Auftrag gegeben. Christina Block und ihr Partner Delling hätten nichts gewusst und seien unschuldig.

## Veröffentlichungen
- Verantwortung und Ehrlichkeit. In: Christian Bochmann, Friederike Driftmann (Hrsg.): Generation Verantwortung: Wenn Eigentum verpflichtet. Verlag Herder, Freiburg im Breisgau 2021, ISBN 978-3-451-38873-6, S. 133–146.